# Simfonia núm. 33 (Mozart)
La Simfonia núm. 33 en si bemoll major, K. 319, és una composició de Wolfgang Amadeus Mozart, acabada el 9 de juliol de 1779. Consta de quatre moviments:
1. Allegro assai, en compàs 3/4.
2. Andante moderato, en compàs 2/4.
3. Menuetto, en compàs 3/4.
4. Finale: Allegro assai, en compàs 2/4.

La partitura autògrafa es conserva en l'actualitat a la Biblioteca de la Universitat Jagellònica, a Cracòvia.